# Batalion Lotnictwa
Batalion Lotnictwa (b.lot.) – pododdział lotnictwa Wojska Polskiego.

## Oddział Służby Lotnictwa
W 1921 roku Wojska Lotnicze i Aeronautyka, jak ówcześnie nazywano Wojska Balonowe przeszły z organizacji wojennej na pokojową. Proces ten był połączony z demobilizacją. Zgodnie z przyjętą organizacją pokojową zostały sformowane trzy mieszane pułki lotnicze: 1 pułk lotniczy w Warszawie, 2 pułk lotniczy w Krakowie i 3 pułk lotniczy w Poznaniu. W skład pułków zostały włączone samodzielne dotychczas lotnicze dywizjony zapasowe (I w Warszawie, II w Krakowie i III w Poznaniu) z jednoczesnym przeformowaniem w kadry dywizjonów zapasowych pułków lotniczych. Komendantem kadry dywizjonu zapasowego 1 pułku lotniczego był major Władysław Waldemar Narkiewicz, komendantem kadry dywizjonu zapasowego 2 pułku lotniczego, podpułkownik Franciszek Schneider, a pełniącym obowiązki komendanta kadry dywizjonu zapasowego 3 pułku lotniczego, kapitan obserwator Andrzej Płachta. Dotychczasowe szkoły obsługi lotniczej dywizjonów zapasowych zostały przemianowane na szkoły mechaników lotniczych. Zadaniem kadr dywizjonów zapasowych było szkolenie szeregowych z kontyngentu. Pod koniec 1923 roku kadry dywizjonów zapasowych zostały zlikwidowane.
Na przełomie 1924 i 1925 roku na Sołaczu w Poznaniu został utworzony Oddział Służby Lotnictwa (oddz. sł. lot.). Zadaniem oddziału było szkolenie szeregowych dla potrzeb pozapułkowych formacji, zakładów i dowództw lotniczych. W miejsce szkół mechaników lotniczych w połowie 1924 roku została zorganizowana Szkoła Mechaników Lotniczych w Bydgoszczy.
Z dniem 1 listopada 1924 roku niżej wymienieni oficerowie zostali przeniesieni do Oddziału Służby Lotnictwa: kapitan obserwator Andrzej Płachta z 3 plot na stanowisko dowódcy oddziału, kapitan Marian Burchard z 2 plot na stanowisko dowódcy kompanii, porucznik Tadeusz Antonowicz z 3 plot na stanowisko dowódcy kompanii oraz porucznik Tadeusz Grzmilas z 1 plot i porucznik Tadeusz Neuman z 2 plot. W późniejszym terminie do oddziału został przydzielony porucznik Zygmunt Jarmicki z 4 plot i porucznik Ludwik Bikowski z Okręgowego Zakładu Gospodarczego Nr 2 w Lublinie. 1 grudnia 1924 roku kapitan Płachta został mianowany majorem w korpusie oficerów aeronautycznych, natomiast porucznik Antonowicz awansował na kapitana.
8 marca 1925 roku kapitan Bolesław Hullej został przeniesiony z korpusu oficerów piechoty (82 pp) do korpusu oficerów aeronautycznych z równoczesnym wcieleniem do Batalionu Balonowego w Toruniu i przydzielony do Oddz. Sł. Lot..
20 października 1926 roku porucznik Stanisław Cwynar został przeniesiony do Oficerskiej Szkoły Lotniczej.
12 stycznia 1927 roku zostali przeniesieni z 3 pułku lotniczego: podpułkownik Piotr Abakanowicz na stanowisko komendanta i porucznik Adam Antoni Dąbrowa na stanowisko dowódcy plutonu łączności, natomiast z oddziału ubył major Andrzej Płachta.
31 października 1927 roku ppłk. Abakonowiczowi powierzono pełnienie obowiązków dowódcy 11 pułku myśliwskiego w Lidzie, a nowym dowódcą oddziału został major Władysław Wiktor Kralewski, przeniesiony z Oficerskiej Szkoły Lotniczej.
Obsada oficerska Oddziału Służby Lotnictwa w 1928 roku
- mjr Władysław Wiktor Kralewski - komendant[15]
- mjr Bohdan Krzyżanowski
- kpt. Czesław Brunner[16]
- kpt. Marian Burchard – komendant Szkoły Podchorążych Lotnictwa
- kpt. Zbigniew Górski
- kpt. Józef Sidor
- kpt. Józef Jerzy Gawroński
- kpt. Bolesław Hullej[17]
- por. Józef Robak
- por. Jerzy I Zieliński[18]
- por. Henryk Liebek[19]
- por. Alojzy Błażyński[20]
- por. pil. Jan Kundegórski – zastępca komendanta Szkoły Podchorążych Lotnictwa[21]
- por. pil. Tadeusz Grzmilas[22]
- por. Adam Antoni Dąbrowa – dowódca plutonu łączności[23]
- por. Stanisław II Szukalski – oficer żywnościowy
- por. Henryk Gołaski - płatnik

W 1929 roku Oddział Służby Lotnictwa został przeformowany w batalion lotnictwa.

## Batalion Lotnictwa
W 1929 roku Oddział Służby Lotnictwa został przekształcony w Batalion Lotnictwa.
22 sierpnia 1929 roku Minister Spraw Wojskowych marszałek Polski Józef Piłsudski zaszeregował do poszczególnych kategorii dodatku służbowego, następujące stanowiska oficerskie, objęte nową organizacją aeronautyki (P.S. 10-800):
- dowódca pułku (batalionu) lotniczego – kat. VIA,
- zastępca dowódcy pułku (batalionu) lotniczego – kat. VIB,
- kwatermistrz – kat. VIIA,
- oficer mobilizacyjny kwatermistrzostwa pułku (batalionu) lotniczego – kat. VIIB,
- dowódca eskadry w pułku (baonie) lotniczym – kat. VIIB,
- adiutant pułku (baonu) lotniczego – kat. VIII,
- dowódca eskadry treningowej batalionu lotniczego – kat. VIII,
- dowódca kompanii szkolnej batalionu lotniczego – kat. VIII,
- oficer personelu instruktorskiego kompanii szkolnej batalionu lotniczego – kat. IX[25].

23 grudnia 1929 roku podpułkownik Piotr Abakanowicz został przeniesiony z 5 pułku lotniczego na stanowisko dowódcy Batalionu Lotnictwa, a kapitan Czesław Brunner został zatwierdzony na stanowisku kwatermistrza b.lot..
31 marca 1930 roku do b.lot. zostali przeniesieni porucznicy: Władysław Łobaczewski z 4 plot, Jan Robiński i Czesław Kwinciński z 3 plot oraz Bronisław Drzewiecki z 1 plot.
7 czerwca 1930 roku Minister Spraw Wojskowych marszałek Polski Józef Piłsudski zatwierdził wzór i regulamin odznaki pamiątkowej Batalionu Lotnictwa.
18 czerwca 1930 roku podpułkownik Piotr Abakanowicz został „zwolniony z zajmowanego stanowiska i pozostawiony bez przynależności służbowej z równoczesnym oddaniem do dyspozycji dowódcy Okręgu Korpusu Nr VII”.
Z dniem 1 lutego 1931 roku major Edward Karaś został przeniesiony z 2 plot na stanowisko dowódcy b.lot.
W 1932 roku batalion został rozwiązany.

## Szkoła Podchorążych Rezerwy Lotnictwa
W latach 1927–1931 w oddziale, a następnie batalionie zostały zorganizowane trzy kursy Szkoły Podchorążych Rezerwy Lotnictwa, każdy po około 60 kandydatów. Komendantem szkoły był kapitan pilot Marian Burchard, jego zastępcą porucznik obserwator Jan Kundegórski, a jednym z absolwentów inżynier Zygmunt Puławski, późniejszy konstruktor samolotów myśliwskich serii „P”. Słuchacze w ciągu ośmiu miesięcy odbywali wstępne przeszkolenie wojskowe, a następnie kurs teoretyczny. Następnie podchorążowie byli kierowani na kurs pilotażu w Szkole Podoficerów Pilotów w Bydgoszczy, po którym powracali do szkoły celem ukończenia kursu teoretycznego. Słuchacze, którzy nie opanowali pilotażu kończyli szkolenie w zakresie służby technicznej lotnictwa.